# Jósuke Jamamoto
Jósuke Jamamoto (japonsky 山本 洋祐), (* 22. června 1960 v Tenmeiji, Japonsko) je bývalý japonský zápasník – judista, bronzový olympijský medailista z roku 1988.

## Sportovní kariéra
Judu se věnoval vrcholově jako student sportovní univerzity Nippon v Tokiu. V roce 1988 startoval na olympijských hrách v Soulu jako úřadující mistr světa. V semifinále však v závěru zápasu podcenil zkušeného Poláka Janusze Pawłowskiho a nechal se hodit na ippon. V zápase o třetí místo si soupeře pohlídal a získal bronzovou olympijskou medaili. Po skončení sportovní kariéry se věnoval trenérské práci.

## Výsledky
| Turnaj            | 1984           | 1985           | 1986           | 1987           | 1988           | 1989           |
| Turnaj            | 24             | 25             | 26             | 27             | 28             | 29             |
| Turnaj            | pololehká váha | pololehká váha | pololehká váha | pololehká váha | pololehká váha | pololehká váha |
| ----------------- | -------------- | -------------- | -------------- | -------------- | -------------- | -------------- |
| Olympijské hry    | —              |                |                |                | 3.             |                |
| Mistrovství světa |                | —              |                | 1.             |                | úč.            |
| Asijské hry       |                |                | 2.             |                |                |                |
| Mistrovství Asie  | 1.             |                |                |                | —              |                |